# Fools of Fortune
Pour plus de détails, voir Fiche technique et Distribution.
Fools of Fortune est un film britannique réalisé par Pat O'Connor, sorti en 1990.

## Fiche technique
- Titre : Fools of Fortune
- Réalisation : Pat O'Connor
- Scénario : Michael Hirst d'après le roman de William Trevor
- Photographie : Jerzy Zieliński
- Montage : Michael Bradsell
- Musique : Hans Zimmer
- Pays d'origine : Royaume-Uni
- Genre : drame
- Date de sortie : 1990

## Distribution
- Iain Glen : Willie Quinton
- Mary Elizabeth Mastrantonio : Marianne
- Julie Christie : Mrs Quinton
- Michael Kitchen : Mr Quinton
- Sean T. McClory : le jeune Willie Quinton
- Frankie McCafferty : Tim Paddy
- Niamh Cusack : Josephine
- Ronnie Masterson : Mrs Flynn
- Tom Hickey : Père Kilgarrif
- John Kavanagh : Johnny Lacy
- Ian McElhinney : l'étranger
- Neil Dudgeon : Sergent Rudkin
- Eileen Colgan : Mrs Woodcombe
- Carly Smithson : Jeune Marianne
- Rúaidhrí Conroy : le petit Edy